# Бахреин ер
Бахреин ер ( арап: طيران البحرين‎ ) је авио компанија Краљевине Бахреин. Административно седиште компаније је у Мухамед центру у Мухараку, а домицилни аеродром је Међународни аеродром Бахреин. Основана је 1. фебруара 2008. као нискобуџетна компанија.
У својој флоти имају авион Airbus А320.